# Phanus
Phanus là một chi bướm ngày thuộc họ Bướm nâu.